# Dodengeld

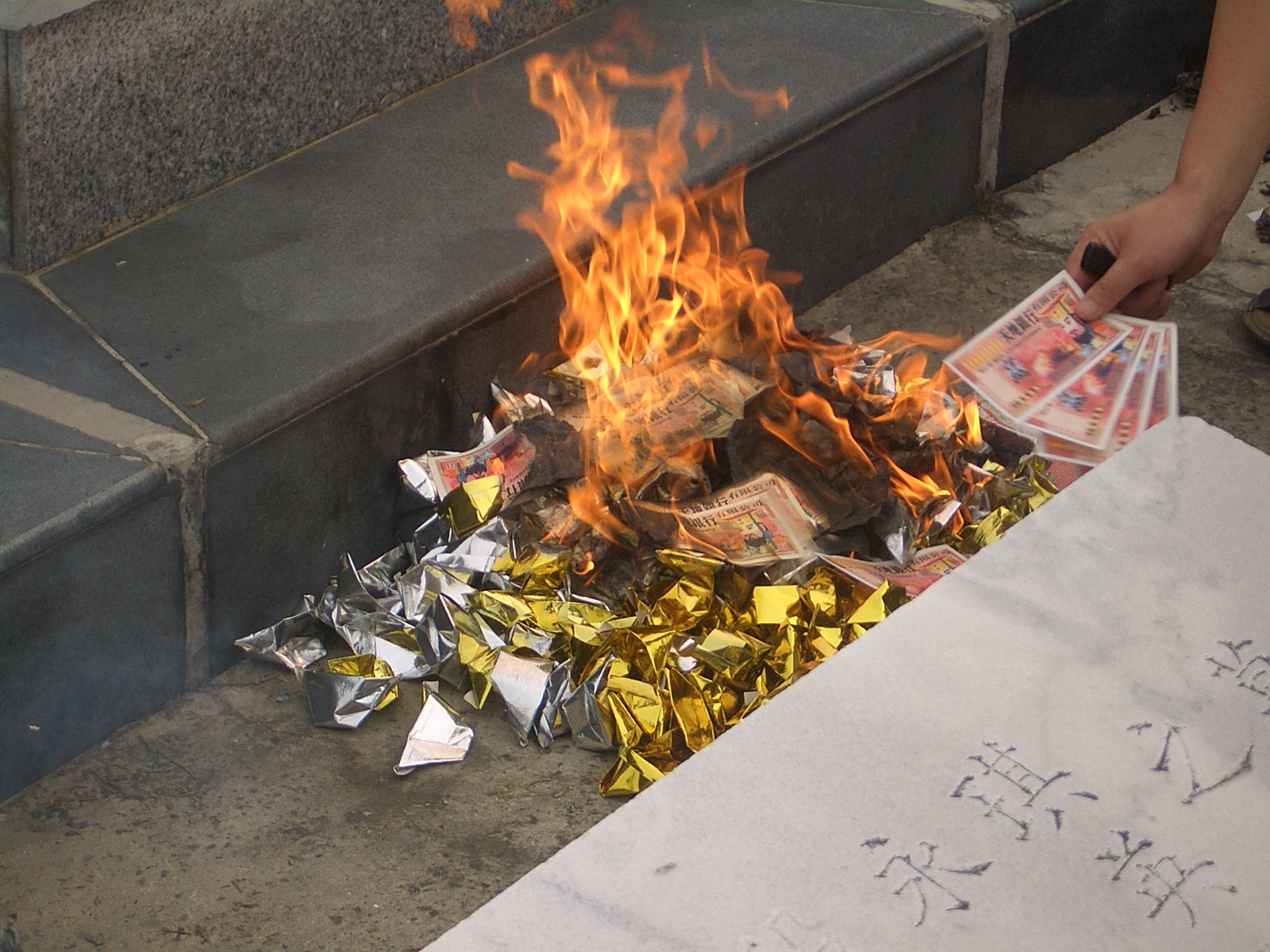
Het verbranden van dodengeld op een begraafplaats

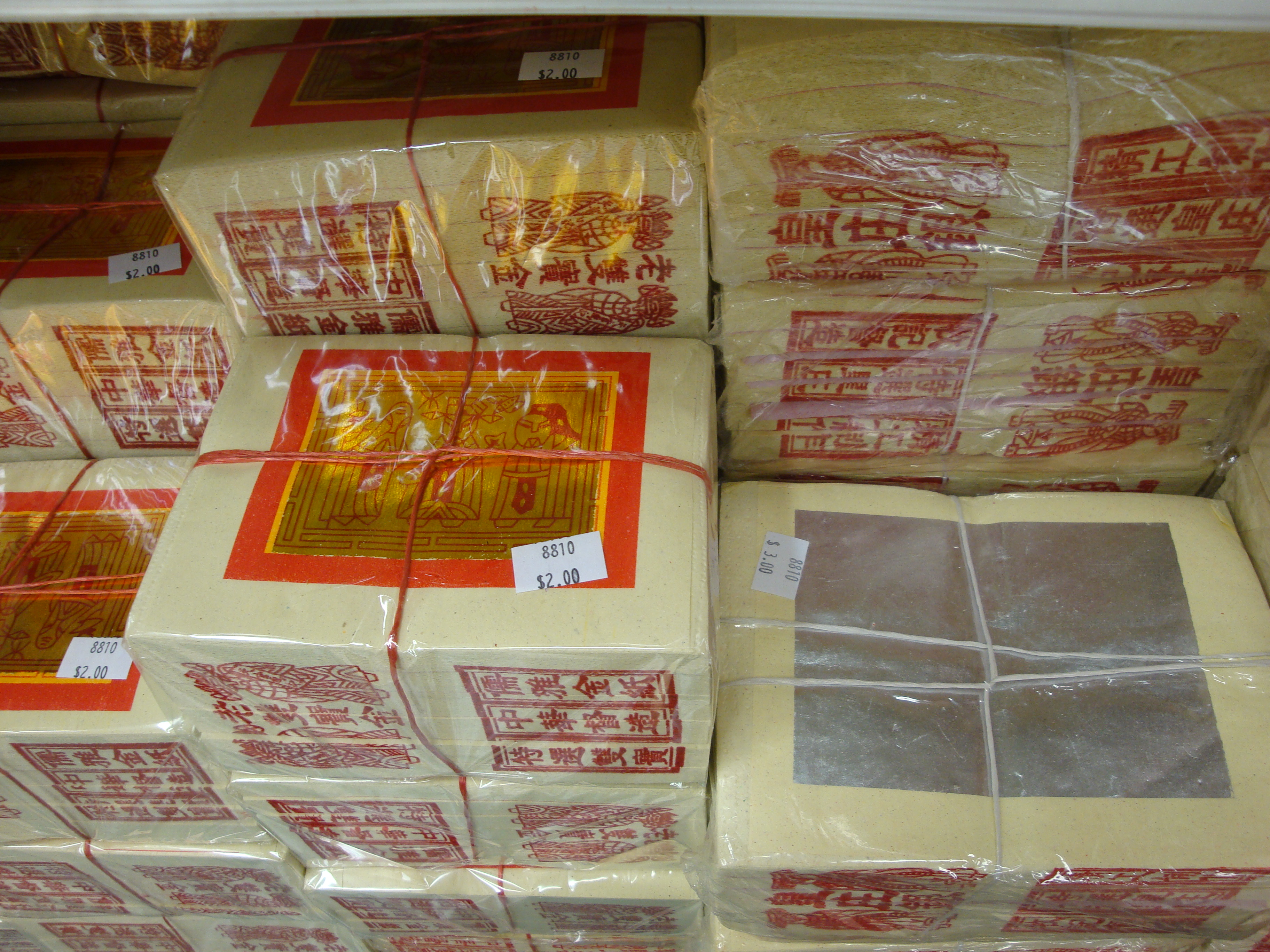
Stapels dodengeld te koop

Dodengeld is ritueel "geld", in de vorm van bankbiljetten en gouden lingots, die een rol spelen in de Chinese voorouderverering. De bankbiljetten worden tijdens speciale gelegenheden ritueel verbrand. Men gelooft dat bij de verbranding de biljetten niet verdwijnen, maar naar het hiernamaals (in het taoïsme: diyu) overgaan, waar de voorouders het kunnen gebruiken om goederen te kopen. In de Chinese mythologie is dit de plaats waar overledenen naartoe gaan, alvorens over hun zielen wordt geoordeeld.
De biljetten hebben de vorm van normale bankbiljetten met hoge denominaties: van 10.000 tot 1 miljard yuan, dollars, of andere valuta, meestal de valuta van het land waarin men leeft. Doorgaans vindt men op het biljet een afbeelding van de Jadekeizer of andere bekende personen uit de Chinese mythologie, maar soms worden overleden bekende personen op de bankbiljetten afgebeeld.
Bij het verbranden worden de biljetten behandeld alsof het echt geld is: het wordt niet achteloos in het vuur geworpen, maar als het ware aangeboden. Tegenwoordig verbrandt men naast dodengeld ook papieren creditcards. Andere objecten die worden verbrand zijn papieren auto's, papieren huizen, papieren snacks en nog veel meer.

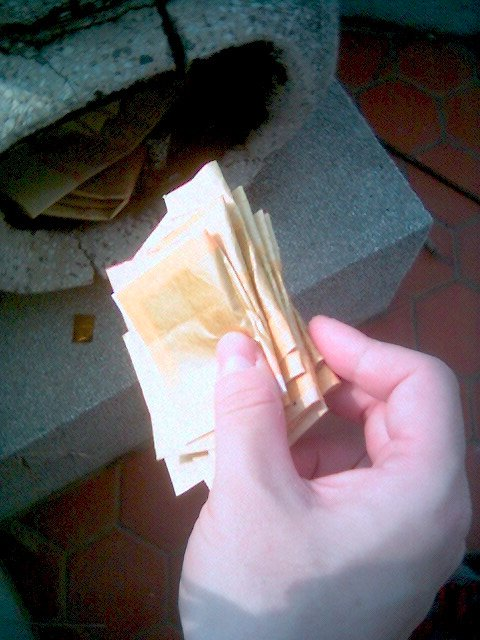
Een offer

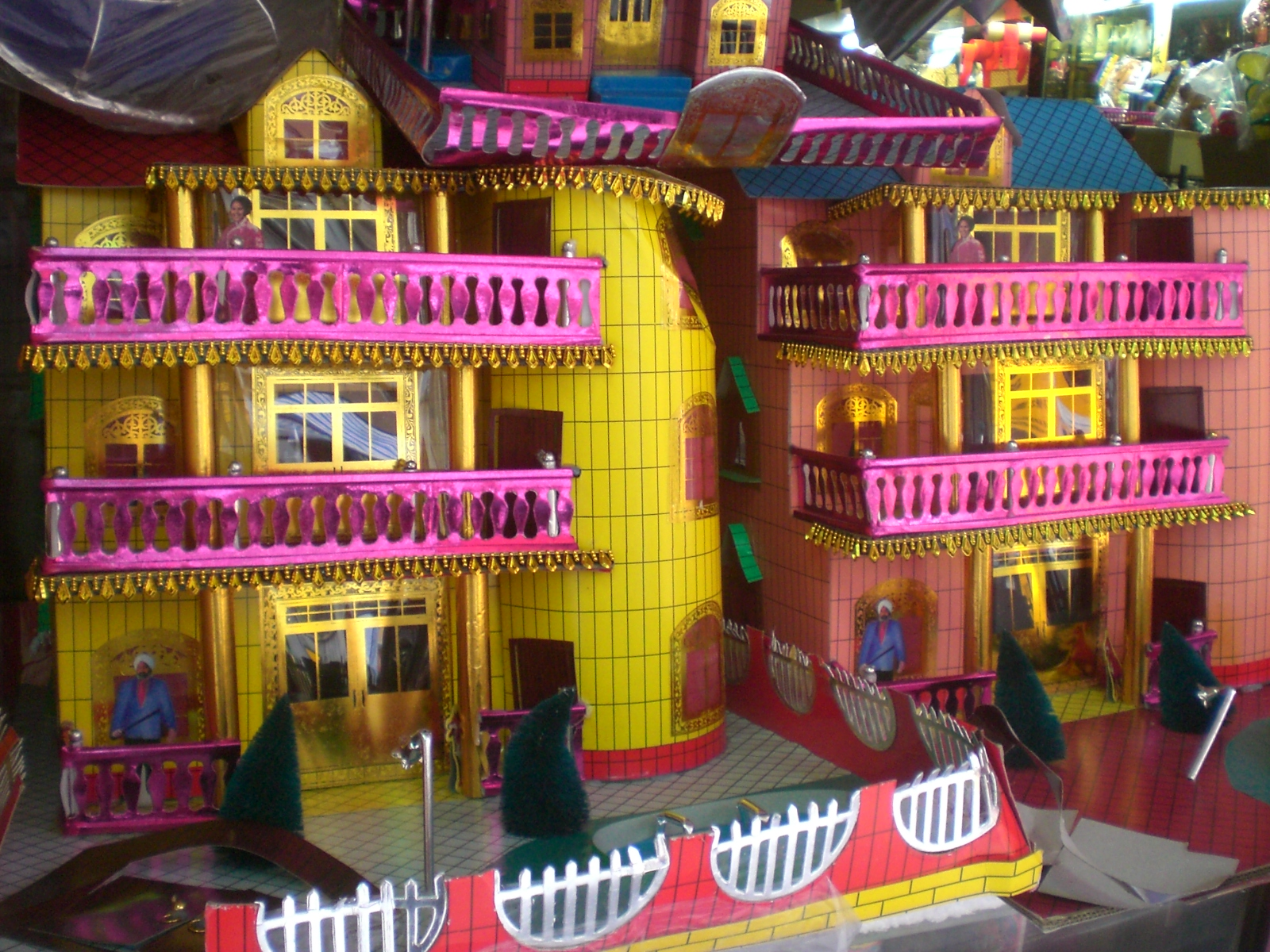
Herenhuizen van papier voor de doden (zhǐzhā)